# Scaptomyza palmae
Scaptomyza palmae är en tvåvingeart som beskrevs av Hardy 1965. Scaptomyza palmae ingår i släktet Scaptomyza och familjen daggflugor. Inga underarter finns listade i Catalogue of Life.